# هولدرگ (نبراسکا)
هولدرگ(به انگلیسی: Holdrege) شهری در ایالت نبراسکا کشور ایالات متحده آمریکا است که جمعیت آن در سرشماری سال ۲۰۱۰ میلادی، ۵٬۴۹۵ نفر بوده‌است.